# Кавун Сергій Віталійович
Сергі́й Віта́лійович Каву́н — доктор економічних наук (2014), кандидат технічних наук (2000), доктор філософії (2005), професор (2017).

## Життєпис
1995-го закінчив Харківський військовий університет, військова спеціальність «математичне забезпечення АСУ», того ж року перебував в розпорядженні заступника МО з озброєння.
Протягом 1995—1996 років — начальник відділення обчислювальної техніки командно-технічного вузла ПУ 495-го центру бойового управління авіацією 60-го корпусу ППО. В 1999 року закінчив ад'юнктуру, до 2000-го — асистент кафедри № 43 «Обчислювальних систем та мереж», факультет автоматизованих систем управління військами та озброєнням. 2000 року захистив кандидатську роботу. В 2000—2002 роках — викладач тієї ж кафедри, з 2002-го — старший викладач. Протягом 2004-2005-х років — старший викладач кафедри № 702 «Комп'ютерні системи», факультет автоматизованих систем управління військ ППО Харківського університету Повітряних Сил.
Протягом 2005-2013-х років — доцент Харківського національного економічного університету, кафедра інформаційних систем, потім кафедра комп'ютерних систем і технологій.
З 2013 року — доцент Харківського навчально-наукового інституту ДВНЗ «Університет банківської справи» НБУ, кафедра інформаційних технологій, доцент.
З 2015 року — завідувач кафедри ІТ, Харківського навчально-наукового інституту ДВНЗ «Університет банківської справи», кафедра інформаційних технологій.
З 2018 року — ректор ПВНЗ «Харківський технологічний університет „ШАГ“» [Архівовано 28 червня 2018 у Wayback Machine.].
З 2017 — професор.
2014 року захистив докторську дисертацію «Інформаційне забезпечення системи економічної безпеки підприємства».
Є автором понад 280 друкованих праць, з них 32 монографій (3 одноосібні), 24-х навчальних посібників.

### Серед робіт
- «Економічна та інформаційна безпека підприємств у системі консолідованої інформації: навчальний посібник», співавтори Пилипенко Андрій Анатолійович, Д. Ріпка, 2013

### Серед патентів
- Ukraine 34852, IPC (2006) G09C 1 / 00. Method Encryption of information / Stasyev J., Kuznetsov A., Grabchak V., Evseev S., Kavun S., Kuzhel I., Korolev R. Owner Kharkov University Air Force. — № u2008 03 481, declared. 03.18.2008, publ. 08.26.2008, Bul. № 16.
- MX2012014803-A1 / Method for adding divisors in projective presentation of Jacobian hyperelliptic curve defined in Galois field, involves adding divisors used in scalar multiplication operation based on a specific representation of a scalar factor. / Kovtun V., Kavun S., Kalashnikov V. / Accession number: DIIDW:2014P35056. Patent Assignee: Inst. Technologico y Estudios Superiores.
- Ukraine 39676, IPC (2009) G09C 1 / 00. Method Encryption of information / Kuznetsov O., Evseev S., Sergienko R., Kavun S., Korol O., owner Evseyev S. — № u2008 10 865, declared. 09.03.2008, publ. 10.03.2009, Bul. № 5.